# Ganj Dundwāra
Ganj Dundwāra är en ort i Indien.   Den ligger i delstaten Uttar Pradesh, i den norra delen av landet, 200 km sydost om huvudstaden New Delhi. Ganj Dundwāra ligger 173 meter över havet och antalet invånare är 46 314.
Terrängen runt Ganj Dundwāra är mycket platt. Runt Ganj Dundwāra är det tätbefolkat, med 550 invånare per kvadratkilometer. Ganj Dundwāra är det största samhället i trakten. Trakten runt Ganj Dundwāra består till största delen av jordbruksmark.